# Казе Церина (Болоња)
Казе Церина (итал. Case Zerina) је насеље у Италији у округу Болоња, региону Емилија-Ромања.
Према процени из 2011. у насељу је живело 30 становника. Насеље се налази на надморској висини од 65 м.